# Der Freisinnige
Der Freisinnige: Freiburger politische Blätter (en français, Le Radical : journal politique de Fribourg) est un journal quotidien libéral de Fribourg-en-Brisgau, édité du 1er mars 1832 au 25 juillet 1832 sur 4 pages et interdit par le gouvernement du grand-duché de Bade après seulement cinq mois et 145 numéros.

## Histoire
L'idée du journal est née alors que la loi sur la presse est discutée dans la Seconde chambre du parlement de Bade en 1831. Karl Fromherz (de), professeur de chimie à l'université de Fribourg-en-Brisgau, suggère le titre Der Freisinnige: Freiburger politische Blätter dans une lettre à Karl von Rotteck le 11 novembre 1831. En tant que l'un des initiateurs du journal, Fromherz tente de convaincre Rotteck de coopérer avec cette lettre, après avoir déjà obtenu le soutien de Carl Theodor Welcker. Il a d'autres entretiens avec Johann Georg Duttlinger (de), Joseph Merk, membre de la Seconde chambre et juge du tribunal de Fribourg, et Franz Julius Schneller, professeur d'histoire à Fribourg.
Un autre argument de Fromherz est qu'il faut un journal « pour donner corps à la loi. Ce quelque chose qui figure dans le Regierungsblatt ne suffit pas ». De plus, il n'y a pas de journal proche de l'opposition à Bade en raison de la censure sévère. Les quatre journaux autorisés au Grand-Duché sont le Karlsruher Zeitung, un journal gouvernemental semi-officiel axé sur les tribunaux et la politique étrangère, le Mannheimer Zeitung, proche des forces absolutistes, le Freiburger Zeitung et le Konstanzer Zeitung, qui se limitent tous deux à des reportages locaux et apolitiques.
Le financement se fait d'abord par une souscription d'actions et un capital d'environ 4 000 florins qui doivent rapporter des intérêts à 5%. Le taux d'intérêt est délibérément choisi pour être bas, les actions ne sont pas un investissement bon marché, mais servent seulement à maintenir le journal. Der Freisinnige ne semble pas faire de bénéfices, même si le prix de l'abonnement annuel de 10 florins est bien supérieur au 7 florins du Freiburger Zeitung.
Rotteck, Welcker et Duttlinger sont d'accord avec la conception, afin que Welcker puisse annoncer la première édition pour le 1er mars le 2 février 1832, car c'est le jour de l'entrée en vigueur de la nouvelle loi sur la presse libérale. Les libéraux de Fribourg célébrent cette journée par une fête. Puis des étudiants avec des torches vont devant les appartements de Rotteck et Welcker. Welcker parle après minuit du troisième étage de son appartement de la porte de Brisach (de) à l'Allemagne libre, et en bas, les étudiants de toutes les facultés chantent à la gloire de Josef von Reichlin-Meldegg (de).
Welcker adopte le texte de Fromherz comme déclaration éditoriale du nouveau journal.
Avec la mise en œuvre des décrets de Carlsbad, la pression exercée par le Bundestag de Francfort sur le gouvernement de Bade pour qu'il retire la loi sur la presse libérale s'accroît. Lorsque Karlsruhe cède à la pression, Der Freisinnige est interdit après seulement cinq mois. 
Même si le journal n'a existé que pendant une courte période à la suite de la fête de Hambach, il est un signe clair d'une revendication de la liberté de la presse qui revient au moment de la révolution badoise de 1848. Le 1er mars 1848, le gouvernement de Karlsruhe annonce la réintroduction de la loi sur la presse de 1831, qui cependant est retirée lorsque le soulèvement de Bade est réprimé en 1849.

## Source de la traduction
- (de) Cet article est partiellement ou en totalité issu de l’article de Wikipédia en allemand intitulé « Der Freisinnige » (voir la liste des auteurs).